# Srednja vas v Bohinju
Srednja vas v Bohinju je naselje u slovenskoj Općini Bohinju. Srednja vas v Bohinju se nalazi u pokrajini Gorenjskoj i statističkoj regiji Gorenjskoj. 

## Stanovništvo
Prema popisu stanovništva iz 2002. godine naselje je imalo 416 stanovnika.